# Шарже ле Пор
Шарже ле Пор (фр. Chargey-lès-Port) насеље је и општина у источној Француској у региону Франш-Конте, у департману Горња Саона која припада префектури Везул.
По подацима из 2011. године у општини је живело 237 становника, а густина насељености је износила 18,16 становника/km². Општина се простире на површини од 13,05 km². Налази се на средњој надморској висини од 330 метара (максималној 376 m, а минималној 212 m).

## Демографија
| 1962. | 1968. | 1975. | 1982. | 1990. | 1999. | 2011. |
| ----- | ----- | ----- | ----- | ----- | ----- | ----- |
| 277   | 265   | 212   | 206   | 198   | 219   | 237   |

График промене броја становника у току последњих година